# Paclitaxel
Le paclitaxel est une molécule produite par des champignons endophytes (Taxomyces andreanae, Nodulisporium sylviforme), que l'on trouve également dans des extraits de certaines espèces d'ifs à qui elle confère leur forte toxicité. C'est une molécule utilisée en chimiothérapie anticancéreuse ainsi que sur les stents.

## Mode d'action
Le paclitaxel est un poison du fuseau mitotique. Il inhibe la dépolymérisation des microtubules, bloquant le mécanisme de la mitose.

## Utilisation

### Traitement anticancéreux
C'est une molécule médicamenteuse utilisée dans le traitement des cancers et injectée par perfusion. Vendue sous le nom de « taxol », elle fait partie de la classe des taxanes, qui comprend également le docétaxel. En cancérologie, le paclitaxel est principalement utilisé dans le cancer du poumon, le cancer du sein et le cancer de l'ovaire.
Les effets secondaires sont ceux habituellement rencontrés avec les traitements anticancéreux : une diminution des globules blancs, des plaquettes et des globules rouges, perte de cheveux et inflammation des muqueuses, en particulier de la bouche. Les effets secondaires spécifiques du paclitaxel sont une atteinte des nerfs périphériques, parfois sévère, un risque de rétention hydrique (ascite, épanchements pleuraux ou péricardiques), des réactions cutanées, une altération des ongles et des réactions d’hypersensibilité à l'injection.
Le paclitaxel et la doxorubicine déclenchent la production de vésicules extracellulaires dérivées de la tumeur dans des modèles de cancer du sein chimiorésistant chez la souris. Ces vésicules facilitent la colonisation de tumeurs sur des sites métastatiques dans les poumons .

### Protection des implants
Le paclitaxel est également utilisé dans certains stents en cardiologie et angiologie (les stents sont des petits ressorts que l'on dispose à l'intérieur d'une artère afin d'éviter un nouveau rétrécissement [resténose] après une angioplastie). Le paclitaxel qui entoure les mailles du ressort permet d'éviter la prolifération cellulaire, l'un des mécanismes de la resténose.
Des recommandations de l'ANSM concernant le traitement de l’artériopathie oblitérante des membres inférieurs (AOMI) à l'aide de dispositifs médicaux au paclitaxel sont publiées en mai 2019 à la suite d'une méta-analyse qui suggère un risque possible de surmortalité, à partir de la deuxième année après implantation, chez les patients atteints d’artériopathie oblitérante des membres inférieurs (AOMI) traités avec des ballons recouverts ou des stents à élution de paclitaxel comparativement à ceux traités avec des dispositifs médicaux sans paclitaxel (ballons non enduits ou stents en métal nu).

## Histoire
Dans les années 1960, l'Institut national du cancer américain (NCI) lance une étude large sur les propriétés anticancéreuses des plantes du monde entier, y compris l'if. En 1970, l'extrait d'écorce d'if révèle une puissante activité toxicologique. En 1971, les chimistes Wani, Wall et Taylor isolent la molécule active, le paclitaxel, dans l'écorce (100 mg/kg). Aux États-Unis, pour passer aux essais cliniques nécessitant 2 kilos de paclitaxel, 12 000 arbres sont abattus, à la grande colère des écologistes. En 1980, en France, une équipe de l'Institut de chimie des substances naturelles (Gif-sur-Yvette, direction:  Pierre Potier) extrait un précurseur du paclitaxel des feuilles de l'if européen, Taxus baccata: la 10-désacétyl-baccatine III (10-DAB) et trouve le procédé pour la transformer en peu d’étapes et en grandes quantités en paclitaxel. Dans le même temps, l'équipe isole une nouvelle molécule, le docétaxel («Taxotère»), deux fois plus active,,.

## Divers
Le paclitaxel fait partie de la liste des médicaments essentiels de l'Organisation mondiale de la santé (liste mise à jour en avril 2013).